# 영-헬름홀츠 색각설
영-헬름홀츠 색각설(Young-Helmholtz色覺設)은  망막에 빨강, 초록, 파랑의 세 가지 색깔 지각 요소가 있다는 학설이다. 이 이론에 따르면 다른 색깔의 지각은 이들 요소의 복합된 자극으로 일어난다. 세 요소 중 어느 하나가 결핍되거나 없으면 해당 색깔 또는 그것이 특정 부분을 이루는 관련 색깔을 지각할 수 없고,  또한 그것이 특정 부분을 이루는 다른 색깔을 잘 인식하지 못하게 된다.

## 삼색설
이러한 빨강(Red), 초록(Green), 파랑(Blue)의 세 가지 색상을 사용하는 설명으로 인해서 삼원색 이론(trichromatic theory) 또는 삼색설(三色說)이라고도 불린다. 삼색설(三色說)은 빨강, 초록색, 파랑의 세 가지 색을 기초 감각으로 하고 이에 대응하는 수용기가 망막에 존재한다고 가정하여, 각 수용기의 연합 활동으로 여러 가지 색채 감각이 생긴다고 하는 학설로 토머스 영(Thomas Young)과 헤르만 폰 헬름홀츠(Hermann von Helmholtz)가 주장한 학설이다.

## 같이 보기
- 보색잔상
- 색채항등성
- 대립과정설